# Nematus pavidus
Nematus pavidus, brzęczak – gatunek błonkówki z rodziny pilarzowatych.

## Zasięg występowania
Gatunek szeroko rozpowszechniony w Europie. Notowany w Austrii, na Białorusi, w Belgii, Bułgarii, Chorwacji, Czechach, Danii, Estonii, Finlandii, we Francji, w Hiszpanii, Holandii, Irlandii, Luksemburgu, na Łotwie, w  Niemczech, Norwegii, Polsce, Rumunii, na Słowacji, w Szwajcarii, na Węgrzech, Ukrainie, w Wielkiej Brytanii oraz we Włoszech.

## Budowa ciała
Gąsienice osiągają do 20 mm długości. Ubarwienie ciała w większości zielone, z pierwszym tułowiowym, oraz ostatnimi trzema odwłokowymi segmentami ubarwionymi pomarańczowo. Wzdłuż grzbietu biegną trzy czarne paski, zaś po bokach biegną dwa rzędy czarnych brodawek, w tym dolny tuż nad odnóżami. Głowa czarna, świecąca.
Imago osiągają 6 - 7 mm długości. Ubarwienie głowy i grzbietu czarne. Brzuch żółtopomarańczowy – u samców zwykle z czarnymi, poprzecznymi paskami. Nogi w większość żółtawe, czułki czarne. Skrzydła przezroczyste z czarniawymi żyłkami i brązowoczarną pterostygmą.

## Biologia i ekologia
Gatunek pospolity, licznie występujący, związany z roślinami z rodzaju brzoza, spotykany również na olszach i topolach.
W ciągu roku występują dwie generacje. Imago pierwszego pokolenia spotyka się od kwietnia do czerwca, zaś drugiej w sierpniu i wrześniu. Jaja składane są w gęstych grupach na spodniej stronie liści. Każda samica składa zarówno zapłodnione jak i niezapłodnione jaja. Z tych pierwszych wylęgają się samice, zaś z drugich - w wyniku partenogenezy – samce.

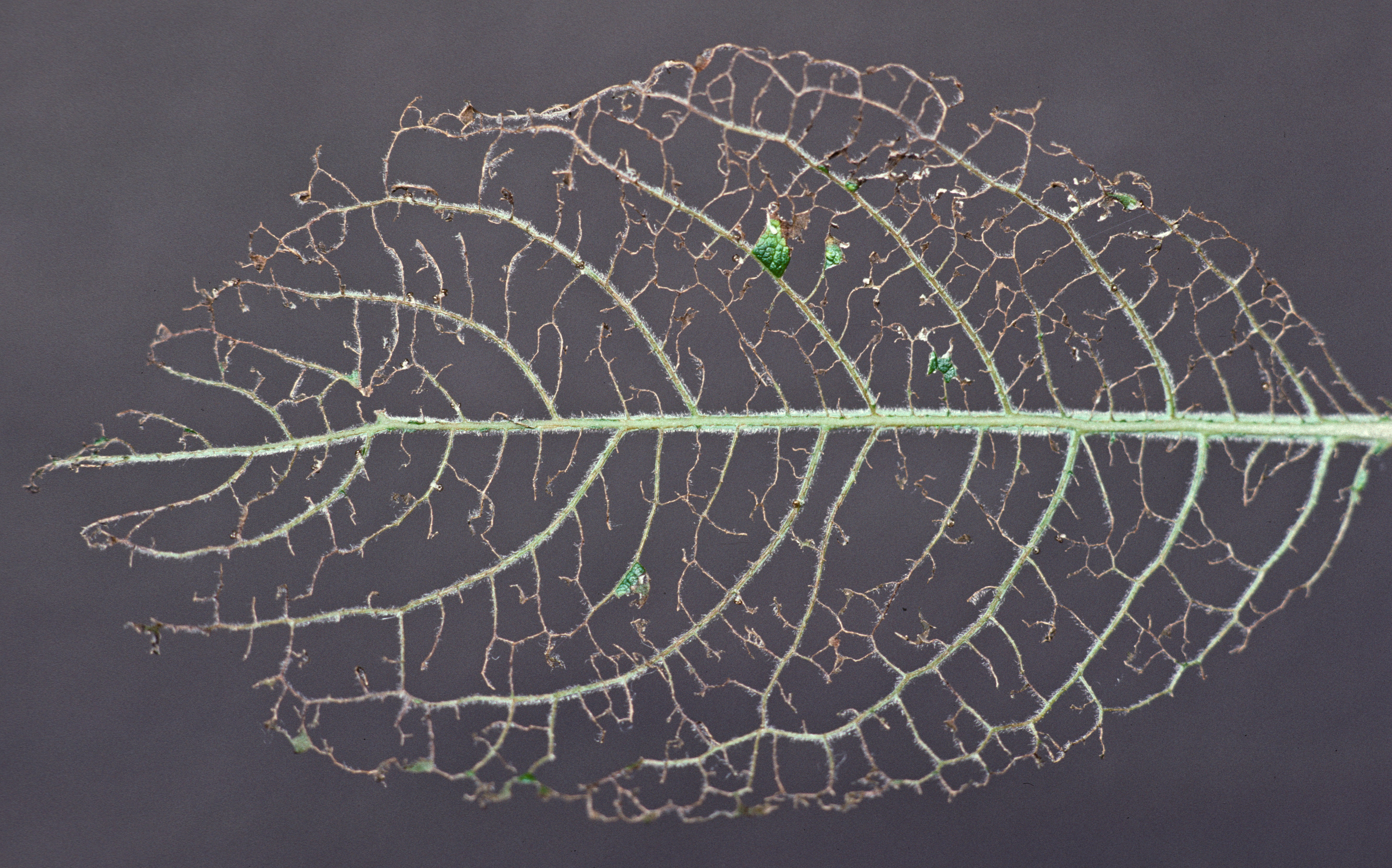
Żer

Gąsienice, spotykane w okresie od maja do października, żerują na brzegu liścia, z tylną częścią ciała uniesioną do góry. Larwy są bardzo żarłoczne, i żerują gromadnie, na tym samym liściu bądź gałęzi. Po ich żerowaniu z liści pozostają tylko żyły. Przepoczwarzenie następuje w ziemi w twardym, brązowym kokonie.

## Znaczenie dla człowieka
Groźny szkodnik na plantacjach wierzby oraz w zieleni ozdobnej. Intensywne żerowanie gąsienic może zmniejszać żywotność roślin  oraz obniżać atrakcyjność ich wyglądu.